# Lithophyllon ranjithi
Lithophyllon ranjithi är en korallart som beskrevs av Ditlev 2003. Lithophyllon ranjithi ingår i släktet Lithophyllon och familjen Fungiidae. IUCN kategoriserar arten globalt som starkt hotad. Inga underarter finns listade i Catalogue of Life.